# Quini
Quini, bürgerlich Enrique Castro González (* 23. September 1949  in Oviedo; † 27. Februar 2018 in Gijón), war ein spanischer Fußballspieler.

## Karriere
Der Stürmer erzielte insgesamt 216 Tore in 447 Spielen in der spanischen Liga und war fünf Mal spanischer Torschützenkönig (Pichichi). In seiner Karriere spielte Quini bei Sporting Gijón und dem FC Barcelona. Er gilt als einer der besten Spieler in der Geschichte des spanischen Fußballs und ist eine Legende unter den Anhängern von Sporting Gijón.
Quini, der auch El Brujo (Der Zauberer) genannt wurde, nahm als spanischer Nationalspieler an der Fußball-Weltmeisterschaft 1978 und 1982 sowie an der Europameisterschaft 1980 teil.
Am 8. Januar 2009 trat er als verantwortlicher Trainer von Sporting Gijón im Nou Camp gegen den FC Barcelona an.
Am 27. Februar 2018 starb Quini im Alter von 68 Jahren an den Folgen eines Herzinfarkts. Zu seinen Ehren soll die Spielstätte von Sporting Gijón, das El Molinón, nach ihm benannt werden.

## Entführung
Am 1. März 1981 wurde Quini nach dem Spiel gegen Hércules Alicante entführt. Barcelona hatte mit zwei Toren von Quini 6:0 gewonnen. Als er das Camp Nou verlassen wollte, wurde er von drei Personen abgefangen, die ihn mit einer Pistole bewaffnet in einem Lieferwagen entführten.
Stunden später schlug Quinis Ehefrau Alarm. Am Dienstag nach der Entführung gaben die Entführer das erste Lebenszeichen ab. Sie kontaktierten Quinis Familie und verlangten 100 Millionen Peseten (damals ca. 600.000 Euro) Lösegeld.
Die Nachricht der Entführung schlug sich auf den gesamten Kader nieder, aber besonders betroffen galt der deutsche Bernd Schuster, der mit Quini sehr gut befreundet war. Die Mannschaft soll sogar auf Initiative von Schuster erwogen haben, bis zur Freisetzung Quinis kein Spiel mehr zu bestreiten. Durch ein Tonband, das Quini in der Gefangenschaft aufgenommen hatte, wurden aber die Mannschaft und Schuster dazu gebracht, von der Maßnahme abzusehen. In den sechs Spielen, in denen Quini der Mannschaft fehlte, gelang Barcelona nur ein Unentschieden, bei fünf Niederlagen.
In dieser Zeit wurde das Trikot mit der Nummer 9, mit der Quini spielte, nicht eingesetzt, dafür war die Zustimmung des spanischen Fußballverbandes nötig. Damals wurden in der Startaufstellung fortlaufende Nummern von 1 bis 11 vergeben.
Am 25. März 1981 wurde in Genf der erste der Entführer festgenommen, der zur Übergabe des Lösegelds in die Schweiz gereist war. Ein Mechaniker informierte die Polizei, wo Quini versteckt gehalten wurde. Stunden später befreite die Polizei Quini aus einem Keller in einem Wohnhaus in Saragossa und nahm zwei weitere Entführer fest, einen Elektriker und einen Mechaniker, die wegen ihrer Schulden beschlossen hatten, den besten Stürmer der spanischen Meisterschaft zu kidnappen.
Später hat sich Quini nie zu seinen Entführern geäußert, auf Fragen antwortete er immer nur, dass er ihnen verziehen habe („Wer bin ich, um über andere zu urteilen“).

## Erfolge
- Europapokal der Pokalsieger: 1982
- Copa del Rey: 1981, 1983
- Supercopa de España: 1983
- Copa de la Liga: 1983
- Fußballer des Jahres in Spanien: 1979
- Torschützenkönig der Primera División: 1974, 1976, 1980, 1981, 1982
- WM-Teilnahme: 1978 (1 Einsatz), 1982 (3 Einsätze)
- EM-Teilnahme: 1980 (2 Einsätze, 1 Tor)